# Дарко Домијан
Дарко Домијан (Карловац, 5. фебруар 1952) је хрватски певач забавне музике, који је највећу популарност доживео седамдесетих и осамдесетих година 20. века са хитовима као што су Руже у снијегу, Седам суза, Улица јоргована, Пут у рај и др.

## Биографија
Домијан је рођен 1952. године у Карловцу, где је и одрастао. Похађао је музичку школу, одсек виолончело. Већ са петнаест година је почео да се бави роком и забавном музиком. Пева песме америчких соул певача Реја Чарлса, Вилсона Пикета, Отиса Рединга и других. Године 1972. је уписао је Музичку академију у Загребу, али је прекинуо студије да би се посветио музичкој каријери.
Прву песму, Руку ми дај, Домијан је 1972. године објавио у издавачкој кући Suzy, а 1974. године се прославио великим хитом Улица јоргована. Исте године издаје свој први албум Стани бар на трен. Од 1974. године наступа на фестивалима у Загребу и Сплиту, са познатим хитовима Научит ћу те мала, Дуго ће бољети, Јулске кише и др.
Највећу популарност Домијан је постигао почетком осамдесетих година прошлог века. Албум Пут у рај из 1982. године са хитом Седам суза продат је у 170.000 примерака. Следеће године, албум Руже у снијегу је постигао још већи успех, са преко 250.000 продатих примерака, чиме је Домијан постао један од најуспешнијих извођача у бившој Југославији.
После 1989. године и албума Чувам те анђеле, Домијан се посвећује примарно адвокатури, али и даље повремено наступа. Године 2001. издао је албум Све најбоље, као збирку највећих хитова. Дискографска кућа Croatia Records је 2011. године издала албум Златна колекција — Дарко Домијан, са 39 најлепших песама. Данас је, због потражње публике и љубитеља његових песама, поново активан и припрема повратнички албум са новим песмама.

## Дискографија

### Албуми
- 1974. Стани бар на трен
- 1975. Пастир крај ватре
- 1980. Година кад смо се вољели
- 1982. Пут у рај
- 1983. Руже у снијегу
- 1984. Сунчана обала
- 1985. Ти си ми судбина
- 1987. Ја плаћам ноћас
- 1988. Чувам те анђеле
- 2001. Све најбоље
- 2011. Златна колекција

## Фестивали
Загреб:
- Је л' истина оно што говоре о теби, '74
- Лептирица, '75
- Научит ћу те мала, '76
- Дуго ће, дуго, бољети, '78
- Цица, '79
- О, Нела, '82
- Најљубавнија пјесма (Вече шансона), '82
- Други свијет, '83
- Вијести (Вече шансона), '83
- Злато моје, '85
- Волим те, граде (Вече Универзијади у част), '85
- Само Антонија, '86
- Огласи, огласи (Вече нових трендова шансоне), '86
- Марија Кристина, '89
- Ти си олуја, 2000
- Још у оку зора сјаји, 2012

Сплит:
- Јулске кише, '77
- Морнарско срце, '78
- Има мора, има лађа (Вече далматинских шансона), '79
- Моја романтика, '81
- Миришу ти косе, '82
- Анчи, '83
- Заставица од папира (Вече Устанак и море), '83
- Никада више, '84
- Задња ноћ, '85
- Што би било, кад би било, '86
- Посљедњи валцер за нас, '87
- Јулске кише (Вече Ненада Виловића), 2023
- Бацит ћу мандолину у море Јадранско (Вече Теа Трумбића), 2024

Карневал фест, Цавтат:
- Љубав под маском, '79
- Треба ми нешто, '82

Internationales schlagerfestival, Dresden:
- Wenn ss schön war, mußt du dazu stehn (Љетње ноћи), '80

Славонија, Пожега:
- Запјевала Славонија наша, '81

Златне жице Славоније, Пожега:
- Тихо ноћас, тамбураши, 2011

Крапина:
- Бум те зачарал, '85

Мелодије морја ин сонца, Порторож:
- Адијо Луција, '86

Загорјефест, Зелењак:
- Хвала ти, гитаро, '94

Хрватски радијски фестивал:
- Да ли знаш (Вече легенди), 2001

Мелодије Мостара:
- Херцеговино, 2012

Марко Поло, Корчула:
- Има дана, има ноћи, 2006
- Само ме воли, 2016

Етнофест Неум:
- Да ми је вриме моћи вратит, 2014
- Мати, 2016
- Црно око моје, 2017

Пјесме Подравине и Подравља, Питомача:
- Хеј, лахоре, 2015

CMC festival, Водице:
- Требам те, врати се, 2021
- Тебе ми нема, 2023
- Супергуд, 2024
- Моја нова страна, 2025

Далматинска шансона, Шибеник:
- Мајко, 2025